# Groupement aérien de la protection civile

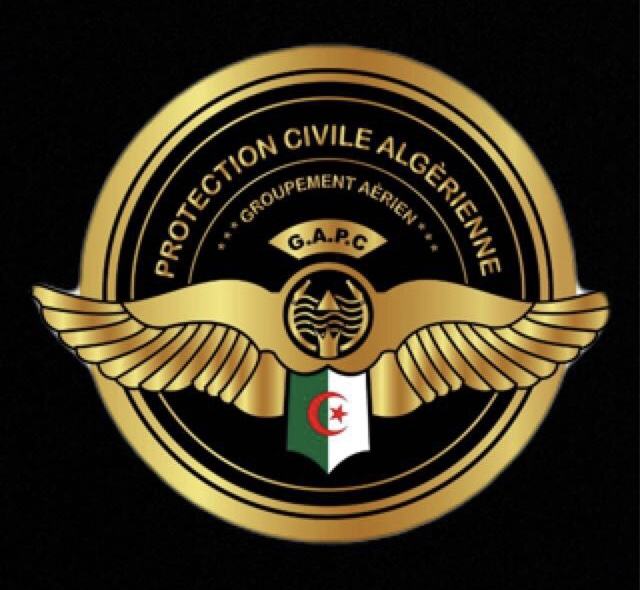
Insigne du groupement aérien de la protection civile algérienne (GAPC)

Le Groupement aérien de la Protection civile (GAPC) est une unité de la protection civile algérienne spécialisée dans la reconnaissance, le sauvetage et l'évacuation d'urgence, ainsi que de la lutte contre les feux de forêt.

## Historique
Le groupement aérien de la protection civile a officiellement vu le jour en 2016, cependant la protection civile algérienne possédait déjà des hélicoptères et des avions de reconnaissance et de sauvetage.
Ces unités étaient des unités autonomes ayant chacune sa spécialité.
En 2012, la protection civile algérienne avait réceptionné 6 hélicoptères de type Agusta-Westland AW-139 pour les évacuations sanitaires et la lutte contre les feux de forêt.
La formation des pilotes, des mécaniciens ainsi que des tests opérationnels ont eu lieu de 2013 à 2016, les pilotes, les techniciens, ingénieurs... du groupement aérien ont été formés en Angleterre ainsi qu'en Italie.
De plus les femmes algériennes pilotes d’hélicoptères, formées en Italie et en Angleterre pendant plus de deux ans, sont les premières femmes pilotes d’hélicoptères d’Afrique et du Monde arabe.
Les pilotes ont suivi une formation de 26 mois, 18 mois en Angleterre et huit mois en Italie, pour une formation en sauvetage dans les montagnes et les points isolés
La devise du groupement est "Secourir au péril de sa vie".
le 5 août 2025, un avion d'entrainement Firnas-143 s'écrase sur l'Aéroport de Jijel - Ferhat Abbas en Algérie. Les quatre personnes à bord, le lieutenant-colonel Berdji Redouane, commandant du Groupement aérien de la protection civile, capitaine Ghalay Souhaib, un pilote stagiaire, le directeur de l’école de formation et un instructeur chilien d'Air Tractor sont morts.

## Organisation
Le groupement aérien possède plusieurs unités spécialisées dans la reconnaissance et la prise d'images lors de catastrophes naturelles, d'évacuation, de sauvetage, et d'extinction lors des feux de forêt.
Le quartier général du GAPC ainsi que centre de commandement se trouvent au niveau de l'aéroport d'Alger Houari-Boumedienne mais le GAPC possède également des bases avancés à Tikjda, à Médéa.
En été le GAPC est en soutien permanent des unités d’intervention des wilayas de Bejaia, Tizi-Ouzou et Bordj Bou-Arréridj, à la suite des feux de forêt enregistrés dans ces régions.
Le GAPC possède également des unités régionales de secours aérien au niveau de Saïda, Oum El Bouaghi, Boughezoul et Ouargla.
Le groupement aérien de la protection civile est, en 2018, composé de 25 pilotes d’hélicoptère, de 6 pilotes d’avion, d'un staff médical, d'ingénieurs et de techniciens d’aviation. Ils travaillent conjointement avec les unités similaires des forces aériennes algériennes.

## Missions
Le groupement aérien de la protection civile a pour missions :
- La lutte contre les feux de forêts
- Le transport et l'évacuation sanitaire et médicalisé
- Le secours d'urgence et le sauvetage aérien
- Le secours en milieu périlleux (montagne, mauvaises conditions météorologiques, etc.)
- La recherche et le sauvetage terrestre
- La prise de photos et de vidéos aériennes sur les lieux de sinistres
- La reconnaissance et la surveillance en prévision des feux de forêt
- Le transport des éléments de la protection civile en milieu périlleux

## Flotte
La flotte actuelle du GAPC est composée de :
- 6 hélicoptères Agusta-Westland AW139
- 4 Avions Zlin Z43

Anciens appareils :
- 2 hélicoptères SA316 Alouette 3

Les avions du GAPC servent à la patrouille, à la reconnaissance en prévision des départs de feux de forêt, mais également la prise d'image et de photos lors de sinistres graves (séisme, inondation...).
Les hélicoptères du GAPC quant à eux servent au sauvetage, à la recherche ainsi qu'à l'extinction lors de feux de forêt.
Ils participent également aux évacuations d'urgences.